# Wsiewołod Jakimiuk
Wsiewołod Jan Jakimiuk (ur. 5 stycznia 1902 w Kożynie, zm. 24 listopada 1991 w Nemours) – polski inżynier lotnictwa, konstruktor samolotów w PZL, De Havilland i Sud Aviation.

## Młodość
Wsiewołod Jakimiuk urodził się jako dziecko prawosławnego duchownego. W Wilnie ukończył szkołę średnią w roku 1920, tu też wstąpił na studia i w roku 1925 uzyskał magisterium z matematyki na Uniwersytecie im. Stefana Batorego, a po studiach pracował jako nauczyciel matematyki w wileńskich gimnazjach. W latach 1927–1929 podjął studia w École Supérieure d’Aéronautique w Paryżu, zakończone uzyskaniem dyplomu inżyniera lotnictwa, a na Uniwersytecie na Sorbonie uzyskał licencję de l'aéronautique général (licencjat).

## Początki kariery zawodowej w Polsce
Po studiach wrócił do Polski i w 1930 podjął pracę w Państwowych Zakładach Lotniczych w Warszawie w zespole inż. Zygmunta Puławskiego jako konstruktor i obliczeniowiec. Początkowo pracował przy projektowaniu samolotu myśliwskiego PZL P.11, a po śmierci Puławskiego przejął kierownictwo nad projektami seryjnych myśliwców PZL P.7 i PZL P.11, produkowanych także na eksport do Rumunii. W roku 1933 na bazie wcześniejszych konstrukcji zaprojektował myśliwiec PZL P.24 w wersjach P.24A, P.24B, P.24C (1936), P.24E (1937), P.24F, P.24G, P.24H (1937) i P.24J (1939), produkowane na eksport do Bułgarii, Turcji, Rumunii i Grecji.
W latach 1931–1932 Jakimiuk kierował rozwojem samolotów myśliwskich PZL P.8/1 i P.8/11, na bazie których opracował PZL P.28. W 1935 opatentował wraz z inż. Tadeuszem Baudouin de Courtenay mechanizm sterowania karabinem maszynowym pilota.

## Praca nad polskim samolotem pasażerskimWicher
W roku 1936 otrzymał zadanie zaprojektowania polskiego samolotu pasażerskiego dla PLL LOT, który byłby odpowiednikiem amerykańskich samolotów Douglas DC-2 i Lockheed L-10 Electra. Skonstruowany przez niego PZL.44 Wicher został oblatany już 13 listopada 1938 i pomimo pozytywnych testów eksploatacyjnych w PLL LOT nie wszedł do masowej produkcji. W roku 1937 nowy projekt Jakimiuka PZL P.50 Jastrząb wygrał w wewnątrzzakładowym konkursie na samolot myśliwski wraz z inż. Jerzym Zbrożkiem, inż. por. Mikołajem Kaczanowskim i inż. Piotrem Bielkowiczem. Prototyp oblatano w lutym 1939 i został skierowany do produkcji seryjnej, jednak żaden egzemplarz seryjny nie został ukończony przed wybuchem II wojny światowej. Powstały jeszcze inne odmiany Jastrzębia z innymi silnikami (w miejsce zbyt słabego silnika Bristol Mercury VIII z prototypu – PZL.53 Jastrząb II), a wersja z silnikiem rzędowym Hispano Suiza 12 oznaczona została jako PZL P.56 Kania.
Równocześnie w latach 1936–1938 prowadził wykłady z wytrzymałości materiałów na Politechnice Warszawskiej w katedrze prof. Maksymiliana Hubera.

## Okres wojny w Polsce, Francji, Wielkiej Brytanii i Kanadzie
1 września 1939 roku został lekko ranny odłamkiem w czasie niemieckiego bombardowania Wytwórni Płatowców Nr 1 na Paluchu. Ewakuowany wraz z kadrą techniczną zakładów PZL do Rumunii, później do Francji, gdzie był jednym z pierwszych ewakuowanych Polaków. Już w listopadzie 1939 został kierownikiem zespołu polskich inżynierów w wytwórni SNCA-SE (Société Nationale des Constructions Aéronautiques – Sud Est) w Argenteuil k. Paryża. Do biura konstrukcyjnego do prac nad modyfikacjami myśliwca SE-100 i bombowca LeO-45, zebrał zespół wybitnych polskich konstruktorów.
W maju 1940 roku nawiązał kontakt z brytyjską wytwórnią De Havilland, gdzie otrzymał propozycję objęcia stanowiska w kanadyjskiej filii fabryki w Toronto. Latem tego roku wyjeżdża do Kanady, gdzie uzyskuje wizy i pożyczkę na koszty sprowadzenia 200 polskich specjalistów. W marcu 1941 gromadzi wokół siebie grono wybitnych inżynierów, którzy podjęli pracę w wytwórniach lotniczych w Kanadzie. W Toronto Jakimiuk został członkiem prestiżowego angielskiego klubu Granite Club.
W De Havilland of Canada uruchomił wraz z zespołem produkcję licencyjnego dwusilnikowego samolotu treningowego Avro Anson (zbudowano 352 szt.) w oparciu o miejscowe warunki, następnie skonstruował drewniane skrzydła do treningowego NA-66 Harvard II i zabudowę silnika Menasco do samolotu szkolnego DH.82 Tiger Moth. W 1942 uruchomił w Kanadzie produkcję samolotu myśliwsko-bombowego DH.98 Mosquito.

## Konstrukcje samolotów w powojennej Kanadzie i Wielkiej Brytanii
W 1945 na zamówienie RAF wraz z inż. Wiesławem Stępniewskim skonstruował samolot szkolny DHC-1 Chipmunk, którego pierwszy lot odbył się 22 maja 1946 roku i był to pierwszy samolot wytwórni De Havilland o konstrukcji praktycznie całkowicie metalowej (1283 szt. – 217 w Kanadzie, 1000 w Wielkiej Brytanii, 66 na licencji w Portugalii). W latach 1946–1947 powstał samolot do lokalnego transportu DHC-2 Beaver, oblatany 18 sierpnia 1947 roku (do 1965 zbudowano 1718 szt.) oraz wstępny projekt samolotu wielozadaniowego i lokalnego transportu DHC-3 Otter, oblatanego 21 grudnia 1951 (zbudowano 448 szt.).
W 1948 Jakimiuk przeniósł się do Anglii do wytwórni de Havillanda w Hatfield, gdzie opracował pokładowy odrzutowy samolot myśliwski DH-112 Sea Venom, oblatany 27 marca 1953 roku, produkowany w Anglii i Francji (381 szt.).

## Praca we Francji, współpraca przy tworzeniuConcorde
W roku 1951 ponownie podjął pracę we Francji w wytwórni SNCA-SE (Sud Est), gdzie zaprojektował odrzutowy samolot myśliwski SE-5000 Baroudeur (oblatany 1 czerwca 1953, nie wszedł do produkcji). Został konsultantem przy projekcie odrzutowego samolotu pasażerskiego SE-210 Caravelle (oblatanego 27 maja 1955 roku, zbudowano 282 szt.).
Po połączeniu się francuskich wytwórni w koncern Aérospatiale w latach 1962–1966, został jednym z pięciu dyrektorów ds. handlowych przy budowie naddźwiękowego francusko-brytyjskiego samolotu Concorde (oblatany 2 listopada 1969, zbudowano 16 szt.).

## Schyłek życia
W latach 1966–1972 Jakimiuk został prezesem French Aerospace Corporation, czyli przedstawicielstwa Aerospatiale na Amerykę Północną i Środkową. W 1972 przeszedł na emeryturę, pozostając jednak konsultantem techniczno-ekonomicznym w Aerospatiale.
W 1976 przyjechał do Polski i wygłosił w Warszawie odczyty m.in. na temat samolotu Concorde i roli komunikacji lotniczej. Zmarł w 1991 roku w Paryżu. Został pochowany na Cmentarzu Saint-Ouen (kwatera 33-17-18).

## Ordery i odznaczenia
- Złoty Krzyż Zasługi (9 listopada 1932)[10]